# Zach Johnson
Zachary Harris Johnson detto Zach (Iowa City, 24 febbraio 1976) è un golfista statunitense, professionista del circuito PGA.
Il suo principale successo è l'affermazione nel Masters del 2007.
A distanza di 8 anni ha nuovamente trionfato in un Major al The Open Championship 2015, disputatosi sull'Old Course di St. Andrews in Scozia.
Nel 2006 e nel 2010 ha fatto parte della selezione statunitense per la Ryder Cup.
Complessivamente in carriera si è imposto in 19 tornei professionistici.

## Biografia
Figlio di un chiropratico, Johnson è nato a Iowa City, Iowa e cresciuto a Cedar Rapids, il maggiore dei tre figli di Dave e Julie Johnson. Praticando molti sport da giovane (baseball, basket, calcio e calcio), Johnson ha iniziato a giocare a golf all'età di 10 anni e ha sviluppato le sue abilità all'Elmcrest Country Club. Ha giocato come numero due nella squadra di golf della Regis High School e li ha portati a un campionato statale dell'Iowa 3A nel 1992, il suo secondo anno.

### Vita privata
Johnson e sua moglie, l'ex Kim Barclay, erano membri della First Baptist Church di Orlando.
Johnson si è dichiarato cattolico, ma si è unito alla chiesa di sua moglie prima del loro matrimonio nel 2003. Hanno due figli, Will e Wyatt, e una figlia, Abby Jane. Vivevano a Lake Mary, in Florida, e ora risiedono a St. Simons, in Georgia.

## Vittorie professionali (26)

### PGA Tour vittorie (12)
| Legenda                      |
| Tornei Major (2)             |
| FedEx Cup playoff eventi (1) |
| Altri PGA Tour (9)           |

| No. | Data               | Torneo                                    | Punteggio di vittoria | To par | Margine | Secondo/i                                  |
| --- | ------------------ | ----------------------------------------- | --------------------- | ------ | ------- | ------------------------------------------ |
| 1   | 4 aprile, 2004     | BellSouth Classic                         | 69-66-68-72=275       | −13    | 1 colpo | Mark Hensby                                |
| 2   | 8 aprile, 2007     | Masters Tournament                        | 71-73-76-69=289       | +1     | 2 colpi | Retief Goosen, Rory Sabbatini, Tiger Woods |
| 3   | 20 maggio, 2007    | AT&T Classic (2)                          | 71-66-69-67=273       | −15    | Playoff | Ryuji Imada                                |
| 4   | 12 ottobre, 2008   | Valero Texas Open                         | 69-66-62-64=261       | −19    | 2 colpi | Charlie Wi, Tim Wilkinson, Mark Wilson     |
| 5   | 18 gennaio, 2009   | Sony Open in Hawaii                       | 69-65-66-65=265       | −15    | 2 colpi | Adam Scott, David Toms                     |
| 6   | 17 maggio, 2009    | Valero Texas Open (2)                     | 68-67-60-70=265       | −15    | Playoff | James Driscoll                             |
| 7   | 30 maggio, 2010    | Crowne Plaza Invitational at Colonial     | 65-66-64-64=259       | −21    | 3 colpi | Brian Davis                                |
| 8   | 27 maggio, 2012    | Crowne Plaza Invitational at Colonial (2) | 64-67-65-72=268       | −12    | 1 colpo | Jason Dufner                               |
| 9   | 15 luglio, 2012    | John Deere Classic                        | 68-65-66-65=264       | −20    | Playoff | Troy Matteson                              |
| 10  | 16 settembre, 2013 | BMW Championship                          | 64-69-70-65=268       | −16    | 2 colpi | Nick Watney                                |
| 11  | 6 gennaio, 2014    | Hyundai Tournament of Champions           | 67-66-74-66=273       | −19    | 1 colpo | Jordan Spieth                              |
| 12  | 20 luglio, 2015    | The Open Championship                     | 66-71-70-66=273       | −15    | Playoff | Marc Leishman, Louis Oosthuizen            |

## Tornei Major

### Vittorie (2)
| Anno | Campionato            | 54 buche           | Punteggio di vittoria | Margine  | Secondo/i                                  |
| ---- | --------------------- | ------------------ | --------------------- | -------- | ------------------------------------------ |
| 2007 | The Masters           | 2 colpi di deficit | +1 (71-73-76-69=289)  | 2 colpi  | Retief Goosen, Rory Sabbatini, Tiger Woods |
| 2015 | The Open Championship | 3 colpi di deficit | −15 (66-70-71-66=273) | Playoff1 | Marc Leishman, Louis Oosthuizen            |

1Ha sconfitto Leishman e Oosthuizen in un playoff complessivo a quattro buche: Johnson (3-3-5-4=15), Oosthuizen (3-4-5-4=16), Leishman (5-4-5-4=18)